# Стойкое изменение личности после психического заболевания
Сто́йкое измене́ние ли́чности по́сле психи́ческого заболева́ния или хрони́ческое измене́ние ли́чности — изменения личности вследствие перенесения тяжёлого психического расстройства. Согласно Международной классификации болезней 10-пересмотра (МКБ-10), изменения объясняются пережитыми травмирующими переживаниями, при этом изменения личности не должны быть вызваны неполным выздоровлением от психического расстройства, например остаточной (резидуальной) шизофренией.

## Диагностика
Для постановки диагноза по МКБ-10 необходимо присутствие таких клинических признаков как:
- пассивность и потеря интересов;
- социальная изоляция вследствие убеждения в собственной изменённости или стигматизированности, не являющаяся полностью следствием объективной социальной ситуации;
- изменённое самовосприятие, вследствие которого человеком декларируется собственное нездоровье; может сочетаться с появлением склонности к ипохондрии и частым обращением к врачам;
- чрезмерная зависимость от окружающих, проявляющаяся в виде требовательности к окружающим и ожидания, что другие люди возьмут на себя ответственность за его жизнь;
- неустойчивое настроение (от дисфории до частой смены настроения — эмоциональной лабильности), которое не связано с данным психическим расстройством или остаточными явлениями предшествовавшего психического расстройства;
- значительное снижение социального функционирования (в виде нарушения трудового и социального функционирования по сравнению с периодом до болезни).